# Припутенка (река)
Припутенка (укр. Припутенька; устар. Козелька, в черте города Изяслава официально называется Понора, укр. Понора) — река на Украине, протекает по территории Шепетовского района Хмельницкой области. Правый приток Горыни (бассейн Днепра).
Источники, указывающие на то, что в Горынь впадает река Припутенка, в то же время утверждают, что на территории Изяслава в Горынь впадает Понора.

## География
Длина реки составляет 22 км, площадь водосборного бассейна — 93,4 км². Уклон реки — 3 м/км.
Берёт исток у села Мокиевцы. Течёт в западном и северо-западном направлении. Протекает через сёла Пиляи, Нечаевка, Тышевичи, Кондратки и Белево. Впадает в Горынь в черте города Изяслав. Устье находится в 515 км от устья Горыни. Напротив Припутенки в Горынь в Изяславе также впадает Сошенка.

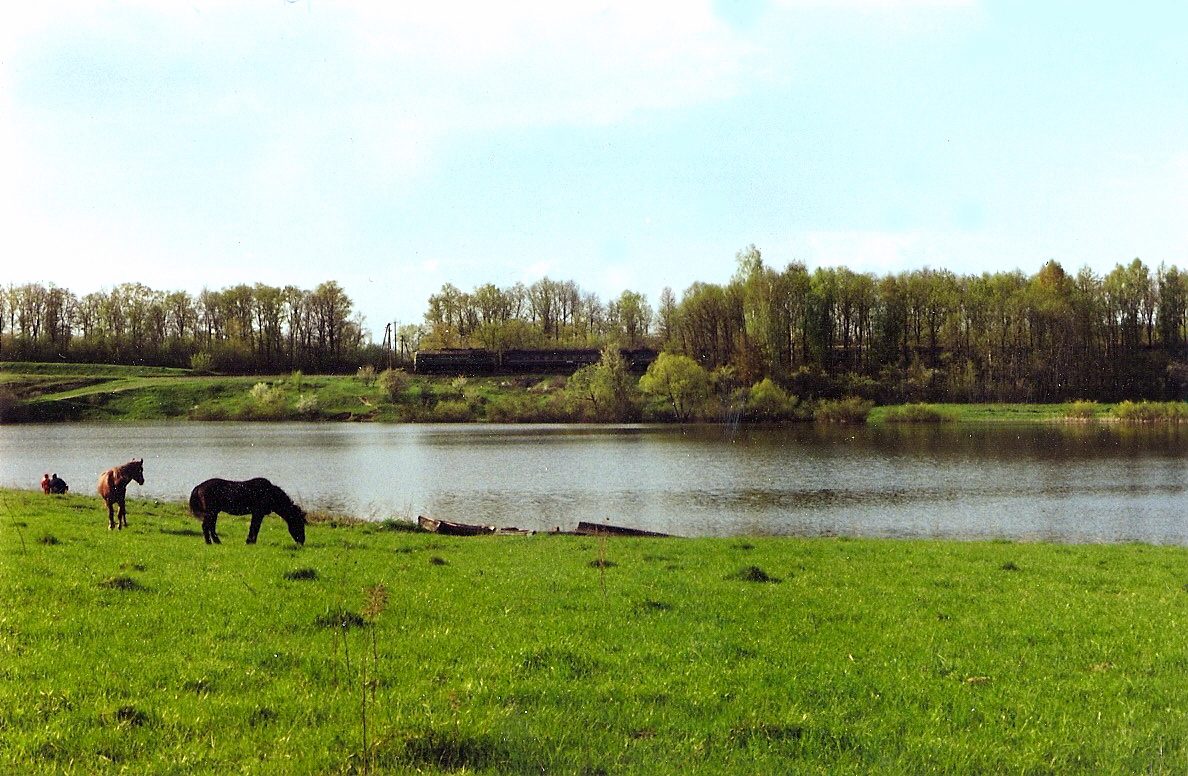
Пруд на реке

### Понорка
В 5 км от устья у села Припутенка в реку справа впадает Понорка (Понора) длиной 14 км. Она берёт начало к востоку от села Волковчики и протекает через сёла Волковчики, Волковцы, Припутни и Припутенку. Также принимает одноимённый правый приток Понорка на высоте 246 м над уровнем моря.